# Zebrasoma xanthurum
Il pesce chirurgo pinna gialla (Zebrasoma xanthurum (Blyth, 1836)) è un pesce perciforme di acqua salata, appartenente alla famiglia Acanthuridae.

## Descrizione

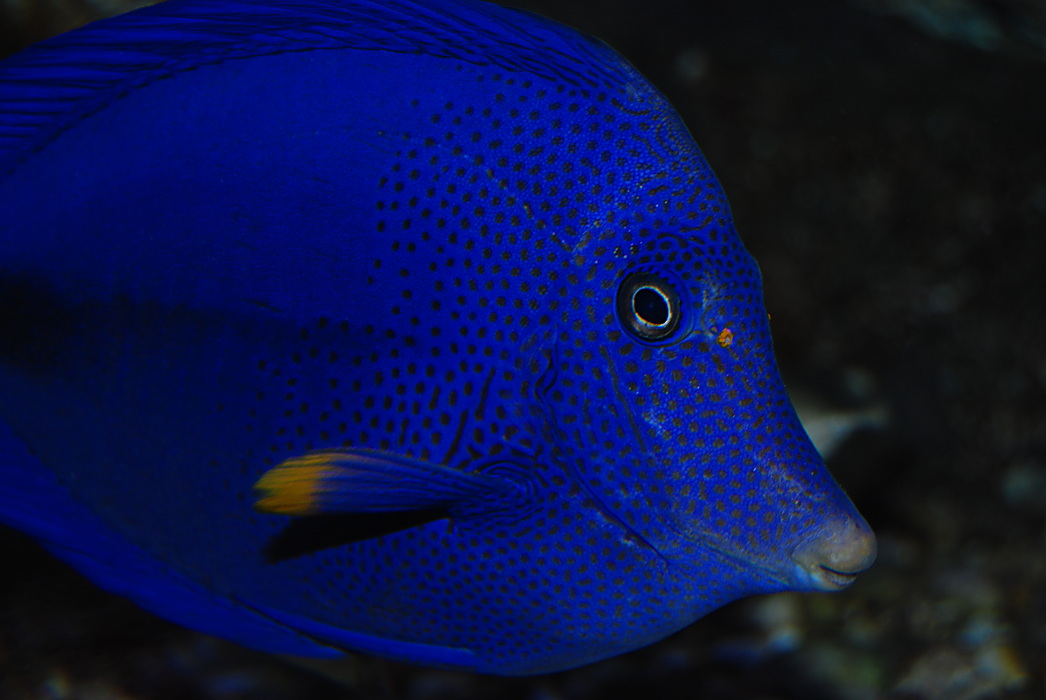
Particolare della testa

Presenta un corpo allungato, molto compresso ai fianchi, con profilo romboidale, più alto sulla testa; ha un muso allungato e occhi sporgenti. Le pinne anali e dorsali sono molto sviluppate negli esemplari giovanili, con l'età tendono ad abbassarsi. Vicino alla coda è posizionato il caratteristico "bisturi", lo strumento di difesa di tutti gli acanturidi. La sua livrea presenta un fondo blu acceso, a volte con chiazze più scure su fianchi e ventre, mentre la testa è violetta. Quest'ultima è fittamente puntinata di bruno rossiccio, mentre il resto del corpo presenta una fitta maglia di striature verticali dello stesso colore. Pinna dorsale, pinna anale e pinne ventrali sono blu vivo con raggi più scuri, le pettorali sono blu con vertice giallo vivo, la pinna caudale è interamente gialla. Vicino agli occhi vi è un punto giallo.

Raggiunge una lunghezza massima di 22 cm.

## Biologia

### Alimentazione
Z. xanthurum bruca tra gli anfratti rocciosi alghe filamentose, aiutandosi con il muso affusolato. Possiede numerosi denti faringei. I giovani hanno invece dieta onnivora.

## Predatori
È preda abituale del serranide Cephalopholis argus.

## Distribuzione e habitat
Questa specie è diffusa lungo le coste e i reef del Mar Rosso e del Golfo Persico, e alle Maldive.  Abita acque costiere ricche di anfratti rocciosi e corallini.

## Acquariofilia
Come molti Acanthuridae è un ospite molto apprezzato negli acquari pubblici e privati: essendo un grande nuotatore necessita di vasche piuttosto grandi. Dopo un periodo di ambientazione mostra un'indole pacifica, trascorrendo il suo tempo a pascolare sulle rocce e tra i coralli.